# Уийлър (окръг, Орегон)
Окръг Уийлър (на английски: Wheeler County) е окръг в щата Орегон, Съединени американски щати. Площта му е 4442 km², а населението - 1547 души (2000). Административен център е град Фосъл.

## Градове
- Мичел
- Спрей